# Rimsko-perzijske vojne
Rimsko-perzijske vojne ali tudi rimsko-iranske vojne (54 pr. n. št.–628 n. št.) so bile niz konfliktov med Partskim cesarstvom, katero je potem nasledilo Sasanidsko cesarstvo ter na drugi strani med Rimsko republiko in Rimskim cesarstvom, kateri je potem nasledilo Vzhodno Rimsko cesarstvo, oz. Bizantinsko cesarstvo.
Delimo jih na naslednje faze: 
- Rimsko-partske vojne (54 pr. n. št.–224 n. št.)
- Rimsko-sasanidske vojne (224 n. št.–395 n. št.)
- Bizantinsko-sasanidske vojne (395 n. št.–628 n. št.)

Čeprav je konflikt med obema civilizacijama vključeval neposredne vojaške spopade, je pomembno vlogo igrala množica vazalnih kraljestev in zavezniških nomadskih narodov, ki so služili kot tamponske države ali posredniki obeh strani. Kljub skoraj sedmim stoletjem sovražnosti so imele rimsko-perzijske vojne povsem neodločen izid, saj je Rašidunski kalifat v okviru zgodnjih muslimanskih osvajanj napadel tako Bizantince kot Sasanide. Rašidunske ofenzive so povzročile propad Sasanidskega cesarstva in v poznejših arabsko-bizantinskih vojnah Bizantinsko cesarstvo v veliki meri omejile na Anatolijo.
Razen premikov na severu je rimsko-perzijska meja ostala ves čas konflikta večinoma stabilna, čeprav je bila deležna manjših sprememb: mesta, utrdbe in province so bile nenehno plenjene, zavzete, uničene in z njimi trgovano za mir, vendar nobena stran ni imela logistične moči ali delovne sile, da bi vzdrževala tako dolge pohode daleč od svojih meja, zato nobena ni mogla napredovati predaleč, ne da bi tvegala preveliko raztezanje svojih meja. Obe strani sta sicer osvajali onkraj meje, a sčasoma se je ravnovesje skoraj vedno vzpostavilo. Čeprav so se Rimljani in Perzijci sprva razlikovali po vojaški taktiki, so jo postopoma prevzeli drug od drugega in do druge polovice 6. stoletja so si bili podobni in enakopravni.
Navsezadnje se je poraba virov med rimsko-perzijskimi vojnami izkazala za katastrofalno za obe strani, saj ju je dolgotrajno in stopnjevano vojskovanje v 6. in 7. stoletju vojaško izčrpalo in ranilo zaradi nenadnega pojava in širitve rašidunske vojske. Rašidunski kalifat je izkoristil oslabljene razmere obeh imperijev in hitro priključil Perzijo na sasanidski fronti in muslimansko osvajanje Levanta, Kavkaza in Egipta ter preostanek Severne Afrike na bizantinski fronti.